# Rezerwat przyrody Jezioro Brzeziczno
Jezioro Brzeziczno – torfowiskowy rezerwat przyrody znajdujący się na terenie gminy Ludwin, w powiecie łęczyńskim, w województwie lubelskim. Leży w granicach Parku Krajobrazowego Pojezierze Łęczyńskie. 
- powierzchnia (według aktu powołującego) – 87,46 ha
- powierzchnia (dane nadesłane z nadleśnictwa) – 97,78 ha
- rok utworzenia – 1959
- dokument powołujący – Zarządzenie Ministra Leśnictwa i Przemysłu Drzewnego z dnia 5 listopada 1959 roku w sprawie uznania za rezerwat przyrody (MP nr 97, poz. 527).
- przedmiot ochrony (według aktu powołującego) – zachowanie mało zniszczonych gospodarką człowieka zbiorowisk roślinności wodnej i torfowiskowej.
- uwagi – podlega międzynarodowemu prawu ochrony przyrody w ramach Rezerwatu Biosfery „Polesie Zachodnie”[2]